# Ћирило Хоповац
Ћирило Хоповац (почетак XVIII в.), српски летописац из доба Велике сеобе. Био игуман манастира Хопова. Из његовог пера потичу разне белешке записане око 1721, од којих је најупечатљивија о бежању и странствовању народа и патријарха Арсенија III Црнојевића пред Турцима и о погибији многих својих савременика после 1683. године. Један је од три писца очевица који сведоче о овим трагичним догађајима (поред даскала Стефана Раваничанина и даскала Атанасија Србина).